# Physocephala laticincta
Physocephala laticincta är en tvåvingeart som först beskrevs av Gaspard Auguste Brullé 1833.  Physocephala laticincta ingår i släktet Physocephala och familjen stekelflugor. Inga underarter finns listade i Catalogue of Life.